# Ulises Heureaux

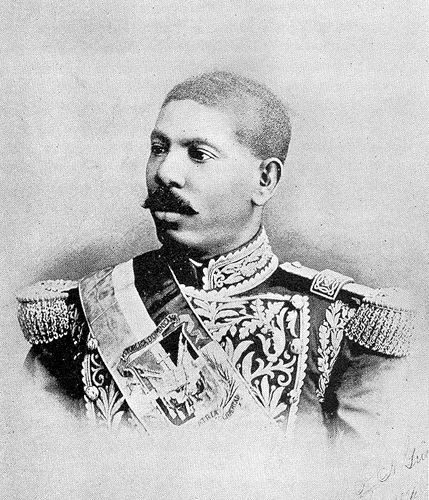
Ulises Heureaux

Ulises „Lilís“ Heureaux Level (* 21. Oktober 1845 in Puerto Plata, Dominikanische Republik; † 26. Juli 1899 in Moca) war ein dominikanischer Politiker und mehrfach Präsident der Dominikanischen Republik.

## Biografie

### Militärische Laufbahn und Aufstieg zum Militärchef
Der Sohn einer einfachen Familie, die väterlicherseits aus Haiti und mütterlicherseits von den Jungferninseln stammte, begann nach einer kurzen Tätigkeit im väterlichen Geschäft eine militärische Laufbahn und trat als Leutnant unter dem Kommando von General Gregorio Luperón erstmals während des 1863 begonnenen Restaurationskrieges (Guerra de la Restauración) gegen die spanische Besatzungsmacht durch seine Tapferkeit in Erscheinung. Später stieg er zum Repräsentanten von Luperón in Santo Domingo sowie zum General auf.
Seine eigentliche politische Laufbahn begann am 2. September 1878, als er neben Cesáreo Guillermo für vier Tage Chef der Volksmilitärs und damit de facto Staatspräsident war.
Mit der Unterstützung von Luperón und der Blauen Partei (Partido Azul) wurde er schließlich am 1. September 1882 erstmals Präsident der Dominikanischen Republik. Nachdem Luperón selbst auf das erste Amt im Staate verzichtet hatte, wurde Lilís, wie Heureaux im Volksmund genannt wurde, auch Vorsitzender der Blauen Partei und zur gleichen Zeit auch Führer der dominierenden Bevölkerungsgruppe, der Händler, Importeure und Exporteure von Zucker und Industriellen, die sich vor einem Verlust ihrer sozialen, politischen und wirtschaftlichen Macht fürchtete. Unmittelbar danach begann er durch eigene Machtinstrumente mit dem Ausbau seiner Herrschaft zum Diktator. Zwei Jahre nach seinem Amtsantritt wurde er jedoch am 1. September 1884 durch Francesco Gregorio Billini abgelöst.

### Diktatur von 1887 bis 1899
Am 6. Januar 1887 folgte Lilís Billinis Nachfolger Alejandro Woss y Gil im Amt des Präsidenten.
Nach einer kurzzeitigen Unterbrechung seiner Präsidentschaft vom 27. Februar bis zum 30. April 1889 durch Manuel María Gautier wurde er am 30. April 1889 schließlich erneut Präsident und behielt dieses Amt bis zu seiner Ermordung am 26. Juli 1899.
Seine Regierung war wie bereits während seiner ersten Amtszeit diktatorisch geprägt. Zum Ausbau seiner Macht beteiligte er neben der Blauen Partei auch die gegnerische Rote Partei (Partido Rojo) und nutzte diese breite Basis zur Modernisierung der Streitkräfte, aber auch zum Ausbau eines breiten Netzwerks von Spionen und Informanten zur Verhinderung jeglicher potenzieller Opposition, was letztlich zur Zerstörung des bisherigen Parteisystems führte. Allerdings führte seine unumschränkte Herrschaft auch zu einer stabilen Regierung mit politischer Stabilität und Wirtschaftswachstum, die zu einer merklichen Verbesserung des allgemeinen Lebensstandards führte. So unternahm seine Regierung eine Reihe von Infrastrukturprojekten wie der Elektrifizierung von Santo Domingo, den Beginn von Telefon- und Telegrafendiensten, den Bau einer Brücke über den Río Ozama und den durch niederländische Kapitalgeber ermöglichten Bau einer eingleisigen Eisenbahnstrecke zwischen Santo Domingo und seiner Geburtsstadt Puerto Plata. Dieses führte dazu, dass er auch Gegenstand von Volksliedern und Legenden wurde.
Zur Bestätigung seiner Macht ließ er jedoch 1893 und 1897 auch Scheinwahlen durchführen und ihm genehme Reformen der Verfassung durchsetzen. Unmittelbar vor seinem Amtsantritt verließ sein alter Mentor Gregorio Luperón das Land und kehrte erst 1896 wieder in die Dominikanische Republik zurück. Als Lilís nach dessen Rückkehr aus dem Exil einen Machtverlust als Präsident und Führer der Partido Azul befürchtete, baute er seine Macht auch mit Hilfe eines Personenkults um die Gründungsväter der Republik wie Pablo Duarte, Ramon Mella und Francisco Sánchez und anderer Helden des Unabhängigkeits- und Restaurationskrieges aus. Daneben kam es zur Verfolgung politischer Gegner wie Luperón. Nach dem Tode Luperóns am 21. Mai 1897 verwendete Heureaux aber auch diesen wieder mittels eines Personenkults als Held des Restaurationskrieges zum Ausbau der eigenen Macht. In der Folgezeit kam es mehr und mehr zu einer autoritären Regierung mit Intoleranz gegenüber Dissidenten und Missachtung von Bürgerrechten.
Zur Finanzierung seiner Infrastrukturprojekte sowie den Bau von Zuckermühlen, aber auch zur Selbstbereicherung kam es zu enormen Kreditaufnahmen bei europäischen und US-amerikanischen Banken, mit denen er einerseits das bestehende Staatsdefizit stabilisierte, andererseits das Bestechungssystem verstärkte und die Armeeausgaben finanzierte. Dennoch kam es insbesondere zu einem starken Verfall des Zuckerpreises in den letzten zwei Jahrzehnten des 19. Jahrhunderts. Nach dem Bankrott seines Hauptkreditgebers, der Westendorp & Co. Bank in Amsterdam, 1893 war er zur Verpfändung der nationalen Zolleinnahmen, der Haupteinnahmequelle der Regierung, an die in New York ansässige Finanzgesellschaft San Domingo Improvement Co. (SDIC) gezwungen. Diese erwarb nicht nur die Westendorp Bank, sondern übernahm auch deren Eisenbahnverträge und die Forderungen ihrer europäischen Obligationsinhaber im Austausch für zwei weitere Kredite an die Regierung von Heureaux in Höhe von 1,2 Millionen US-Dollar sowie von zwei Millionen Pfund. Als die wachsende Staatsverschuldung die Aufrechterhaltung seiner Regierung gefährdete, war er schließlich auf Geheimkredite der SDIC sowie von Zuckerrohrpflanzern und lokalen Kaufleuten angewiesen. Als seine Regierung 1897 praktisch bankrott war, ließ er fünf Millionen nicht gesicherter Peso ausgeben, die im Volksmund als Lilís-Scheinchen (Papelitas de Lilís) bekannt waren und zum Ruin der meisten einheimischen Geschäftsleute führten.
Dieses führte letztlich zu einem Aufstand der Tabakhändler von Cibao gegen ihn, nachdem er die Tabakhändler um einen weiteren Kredit gebeten hatte, obwohl das Staatsdefizit mit 34 Millionen US-Dollar fünfzehnmal höher als der jährliche Staatshaushalt war. Bald darauf kam am 26. Juli 1899 zu seiner Ermordung auf Veranlassung seines Gegners und der späteren Präsidenten Ramón Cáceres. Nachfolger wurde anschließend der bisherige Vizepräsident Juan Wanceslao Figuereo.

## Hintergrundliteratur
- Blanco Fombona, Horacio: El tirano Ulises Heureaux o Veinte años de historia tenebrosa de América, 1976, OCLC 3066787
- Sang, Mu-Kien A.: Ulises Heureaux: biografía de un dictador, 1987, OCLC 19389174
- Sierra, Jimmy: Ulises Heureaux, Lilís. sangre, papeletas y cartas de amor, 1996, OCLC 253402755
- Blanco Fombona, Horacio/ Diaz, Vigil: El tirano Ulises Heureaux/ Lilís, 2000, ISBN 9-9934-0-158-7
- Cassá, Roberto: Ulises Heureaux: El Tirano Perfecto, 2006, ISBN 978-9-9934-8349-6